# Sorry, Baby
Sorry, Baby is een Amerikaanse dramafilm uit 2025, geschreven en geregisseerd door Eva Victor en haar speelfilmregiedebuut. Victor speelt zelf ook een hoofdrol naast Naomi Ackie en Lucas Hedges.

## Verhaal
Agnes (Eva Victor), een professor aan de universiteit, probeert te herstellen van een trauma na een aanranding als student in dezelfde school waar ze nu werkzaam is. Haar scherpzinnige huisgenoot Lydie (Naomi Ackie) probeert Agnes veiligheid te geven na wat haar is overkomen, terwijl ze ook steun krijgt van Gavin (Lucas Hedges), haar vriendelijke buurman.

## Rolverdeling
| Acteur             | Personage       |
| ------------------ | --------------- |
| Eva Victor         | Agnes           |
| Naomi Ackie        | Lydie           |
| Lucas Hedges       | Gavin           |
| John Carroll Lynch | Pete            |
| Louis Cancelmi     | Decker          |
| Kelly McCormack    | Natasha         |
| Hettienne Park     | Eleanor Winston |

## Productie
De filmopnames vonden in maart 2024 plaats in Ipswich (Massachusetts).

## Release
Sorry, Baby ging op 27 januari 2025 in première op het Sundance Film Festival in de U.S. Dramatic Competition.

## Prijzen en nominaties
De belangrijkste:
| Jaar | Prijs                  | Categorie                                     | Genomineerde(n) | Uitslag     |
| ---- | ---------------------- | --------------------------------------------- | --------------- | ----------- |
| 2025 | Sundance Film Festival | U.S. Grand Jury Prize: Dramatic               | Eva Victor      | Genomineerd |
| 2025 | Sundance Film Festival | Waldo Salt Screenwriting Award: U.S. Dramatic | Eva Victor      | Gewonnen    |